# ガブリエレ・リッチェル
ガブリエレ・リッチェル（Gabriele Ritschel、 1961年11月24日- ）は旧西ドイツの柔道選手。階級は61kg級。身長168cm。

## 人物
1982年のヨーロッパ選手権61kg級で3位になると、世界選手権では銅メダルを獲得した。1983年からヨーロッパ選手権では計3度2位になった。1984年から福岡国際では計3度優勝を果たした。1989年には世界選手権で2度目の銅メダルを獲得した。

## 主な戦績
- 1982年 - ドイツ国際　2位
- 1982年 - ヨーロッパ選手権　3位
- 1982年 - 世界選手権　3位
- 1983年 - ヨーロッパ選手権　2位
- 1983年 - 福岡国際　3位
- 1984年 - 福岡国際　優勝
- 1985年 - ドイツ国際　優勝
- 1985年 - ヨーロッパ選手権　2位
- 1985年 - オランダ国際　優勝
- 1985年 - 福岡国際　優勝
- 1986年 - ドイツ国際　優勝
- 1986年 - ヨーロッパ選手権　2位
- 1987年 - ドイツ国際　2位
- 1987年 - ヨーロッパ選手権　3位
- 1988年 - 福岡国際　優勝
- 1989年 - ドイツ国際　優勝
- 1989年 - ベルギー国際　優勝
- 1989年 - 世界選手権　3位
- 1989年 - 福岡国際　3位
- 1990年 - ドイツ国際　3位
- 1990年 - ヨーロッパ選手権　3位
- 1991年 - ベルギー国際　優勝